# Glyphodes expansialis
Glyphodes expansialis là một loài bướm đêm trong họ Crambidae.